# Glonar
Glonar je priimek v Sloveniji, ki ga je po podatkih Statističnega urada Republike Slovenije na dan 1. januarja 2010 uporabljalo 15 oseb in je med vsemi priimki po pogostosti uporabe uvrščen na 15.151. mesto.

## Znani nosilci priimka
- Irena Glonar, radijska in TV-režiserka, scenaristka
- Joža Glonar (1885—1946), literarni zgodovinar, knjižničar, prevajalec in jezikoslovec
- Jože Glonar (1917—2007), športni delavec in pedagog (smučanje, atletika)
- Ljerka Glonar (1926—2019), medicinka transfuziologinja
- Maja Glonar Vodopivec, klinična psihologinja, vodja svetovalnega centra za mladostnike
- Mara Glonar (r. Juvan) (1921—2014), amaterska igralka, dramska pedagoginja